# Taksyna
Taksyna (ang. taxine) – alkaloid o właściwościach trujących występujący w różnych częściach cisu pospolitego (Taxus baccata) z wyjątkiem osnówki, m.in. w szpilkach (do 0,7%) – substancję można wykryć stosując m.in. test w wykorzystaniem odczynnika Dragendorffa. Taksyna zaburza pracę serca, żołądka i jelit, a także poraża ośrodek oddechowy powodując gwałtowną śmierć. Ponadto zakłóca proces powstawania wrzeciona kariokinetycznego, blokując przez to podziały komórkowe (mitozę, mejozę). Środki o niewielkiej zawartości taksyny znalazły zastosowanie w chemioterapii.